# حسين عياد (لاعب كرة قدم)
حسين عياد (24 أكتوبر 1989 بإمارة الشارقة في الإمارات العربية المتحدة - ) هو لاعب كرة قدم إماراتي في مركز الوسط. شارك مع منتخب العراق لكرة القدم. أما مع النوادي، فقد لعب مع نادي الوصل.